# 腹絲深海狗母魚
腹絲深海狗母魚（学名：Bathypterois pectinatus）為輻鰭魚綱仙女魚目青眼魚亞目爐眼魚科的一種，分布於東南太平洋智利海域，屬深海底棲性魚類，深度可達1896公尺，棲息在底層水域，生活習性不明。